# Neasura atrisuffusa
Neasura atrisuffusa là một loài bướm đêm thuộc phân họ Arctiinae, họ Erebidae.